# Marie-Leontine Tsibinda
Pour les articles homonymes, voir Tchibinda.
Marie-Léontine Tsibinda Bilombo, née en 1958, est une poétesse et nouvelliste congolaise. Elle a quitté son pays natal en 1999 durant la guerre civile du Congo-Brazzaville pour le Niger et le Bénin, puis le Canada.

## Biographie
Marie-Léontine Tsibinda est une fille de paysan, née en 1958 à Girard, dans le département du Kouilou : « Dans la maison de mon père, nous n'avions ni bibliothèque, ni télévision. Nous avions le ciel, la forêt, la rivière et les mamiwatas, les contes et mes grands-mères, lesquelles sont aussi parties à Mpemba, emportant leur affection, leur chaleur. Elles ont été la première école de ma vie  » . Elle obtient un DEA en langues et civilisations américaines, en 1984, à l'université Marien-Ngouabi de Brazzaville, puis travaille comme bibliothécaire au Centre culturel américain, dans cette même ville.
Marie-Léontine Tsibinda est, avec Amélia Néné, l'une des pionnières de la poésie féminine congolaise.
Elle publie son premier recueil, Poèmes de la terre, dès 1980, avant même la fin de ses études, et y montre une grande sensibilité. Dans son deuxième recueil, Mayombé, publié la même année, elle n'hésite pas dans certains poèmes à évoquer des questions sociales et politiques. De 1979 à 1987, elle est également comédienne au Rocardo Zulu Théâtre, fondé et animé par Sony Labou Tansi, un théâtre attaché à une identité rebelle et africaine.
Dans un des poèmes, Naissance, d'un autre recueil, Une Lèvre naissant d'une autre, elle transpose son expérience de la maternité. Avec son mari, le poète Jean Bilombo-Samba, elle crée en 1995 un café littéraire à Brazzaville, Les Phalènes, y programmant des lectures publiques, des représentations théâtrales, des conférences, des expositions. Mais en 1999, la guerre civile du Congo-Brazzaville l'oblige à quitter le Congo pour le Niger, le Bénin, puis finalement, en 2005, le Canada.
Elle est membre du PEN Club International depuis 1992.

## Principales publications

### Poésie
- Poèmes de la terre. Brazzaville: Éditions littéraires congolaises, 1980[7].
- Mayombé. Paris: Saint-Germain-des-Prés, 1980[7].
- Une Lèvre naissant d'une autre. Heidelberg: Éditions Bantoues, 1984[7].
- Demain, un autre jour. Paris, Silex, 1987[8].
- L'Oiseau sans défense. (Illustré par Michel Hengo). Jouy-Le-Moutier (France), Bajag-Meri, 1999.
- L'Oiseau sans arme. (Illustré par Michel Hengo). Jouy-Le-Moutier (France), Bajag-Meri, 1999[8]. [Poésie]
- Moi, Congo ou les rêveurs de la souveraineté. Jouy-Le-Moutier (France), Bajag-Meri, 2000. (204p.)  (ISBN 2-911147-07-3) [Anthologie][9].

### Nouvelles
- « Mayangi », Peuples noirs Peuples africains, vol. 20,‎ 1981, p. 148–151[10].
- « Quand gronde l'orage », dans Dix nouvelles de ..., Radio France Internationale / ACCT, 1982, p. 149-160.
- « L'irrésistible Dekha Danse », dans Un voyage comme tant d'autres / Maliza Mwina Kintende. Et onze autres nouvelles primées dans le cadre du 8e Concours radiophonique de la meilleure nouvelle de la langue française, Éditions Hatier, 1984[11]
- .« La Princesse d'ébène », Amina, no 169,‎ septembre 1985, p. 64[12]
- « Les pagnes mouillés », dans Textes inédits, AFLIT / Université d'Australie-Occidentale, 1996 (lire en ligne).
  - nouvelle également publiée dans la revue L'Encrier renversé no 34[13].
- Les hirondelles de mer, et autres nouvelles, Paris, Éditions Acoria, 2009, 191 p. (ISBN 978-2-35572-019-2) Recueil de nouvelles[14].

### Pièce de théâtre
- La porcelaine de Chine, Éditions L’Interligne, 2013.

## Conférences
Conférences dans le cadre de la Faculté de Lettres de l'Université de Brazzaville :
- Visages de femmes dans l'œuvre de Jean Malonga, avril 1991.
- L'itinéraire d'une femme dans la forêt des hommes de lettres, avril 1993.
- La Métamorphose tragique de Marie-Léo dans la chèvre et le léopard, juin 1995.
- Traduire Sony Labou Tansi, juin 1996.
- Moi femme noire, femme nue ou Léopold Sedar Senghor chantre de la femme, octobre 1996.